# NGC 5426
NGC 5426 é uma galáxia espiral (Sc) localizada na direcção da constelação de Virgo. Possui uma declinação de -06° 04' 08" e uma ascensão recta de 14 horas, 03 minutos e 24,9 segundos.
A galáxia NGC 5426 foi descoberta em 5 de Março de 1785 por William Herschel.